# Domo do Reichstag

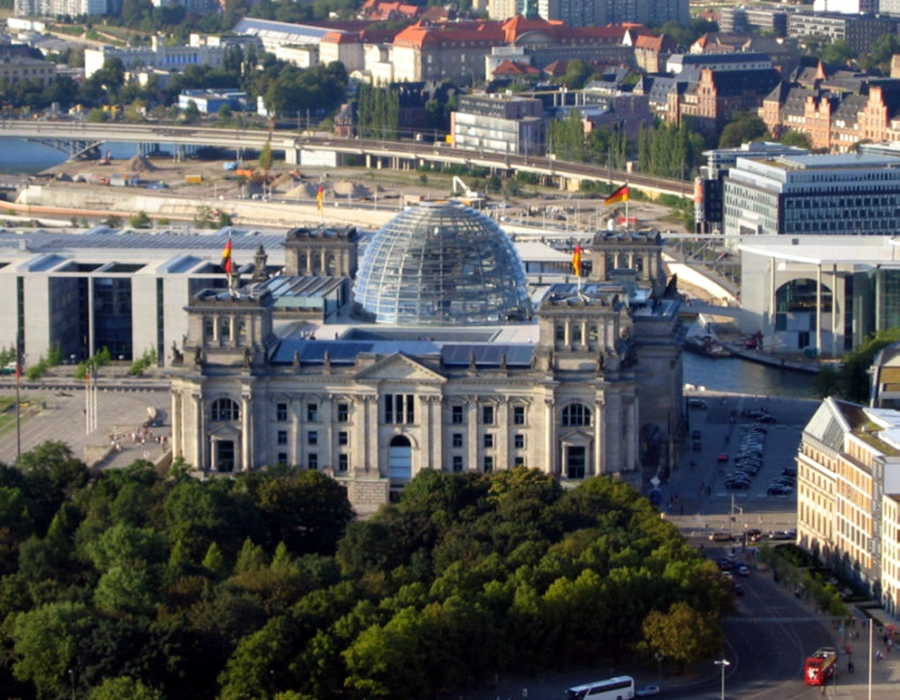
O Palácio do Reichstag com seu domo de vidro, em 2004.

O domo do Reichstag é uma cúpula de vidro, construída no topo do edifício reformado do Reichstag em Berlim. Foi projetado pelo arquiteto Norman Foster e construído para simbolizar a reunificação da Alemanha. A aparência distinta do domo o tornou um importante marco em Berlim.

## Design
O domo do Reichstag é uma grande cúpula de vidro com uma vista de 360 graus da paisagem urbana de Berlim. A câmara de debates do Bundestag, o parlamento alemão, pode ser vista abaixo. Um cone espelhado no centro da cúpula direciona a luz do sol para dentro do prédio e para que os visitantes possam ver o funcionamento da câmara. A cúpula é aberta ao público e pode ser alcançada subindo duas rampas em espiral de aço que lembram uma dupla hélice. O Domo simboliza que as pessoas estão acima do governo, como não era o caso durante o Nacional Socialismo.
A cúpula de vidro também foi projetada por Foster para ser ecologicamente correta. Características energeticamente eficientes envolvendo o uso da luz do dia através do cone espelhado foram aplicadas, diminuindo efetivamente as emissões de carbono do edifício. Um grande escudo solar monitora o movimento do sol eletronicamente e bloqueia a luz solar direta, o que não só causaria grande ganho solar, mas também deslumbraria os que estão abaixo.
O design futurista e transparente do domo do Reichstag pretende simbolizar a tentativa de Berlim de se afastar de um passado de nazismo e, por consequência, ir em direção a um futuro com uma ênfase maior em uma Alemanha unida e democrática.

## Construção
Com a reunificação da Alemanha e a decisão de transferir a capital de Bona para Berlim, também foi decidido que o edifício original do Reichstag deveria ser reconstruído junto com uma nova cúpula que enfatizava uma Alemanha unificada. O arquiteto Norman Foster ganhou uma comissão para projetar e reconstruir o Reichstag em 1993. Foster originalmente queria um prédio de guarda-sol, mas seu projeto original foi rejeitado, em parte devido aos custos irrealistas. O design do domo foi inicialmente controverso, mas foi aceito como um dos marcos mais importantes de Berlim. Deriva de um design por Gottfried Böhm, que já havia sugerido uma cúpula de vidro com visitantes andando em espiral até o topo em 1988. Seu design foi adicionado à informação da competição em 1992, que foi vencida por Foster. Mais tarde, o Bundestag decidiu que um domo tinha que ser construído e, consequentemente, Foster desistiu de sua resistência contra ela. Foster reaproveitou a ideia de uma passarela espiral dentro de uma estrutura cônica para seu projeto para a Prefeitura em Londres alguns anos depois. O domo foi construído por Waagner-Biro.

## Domo original

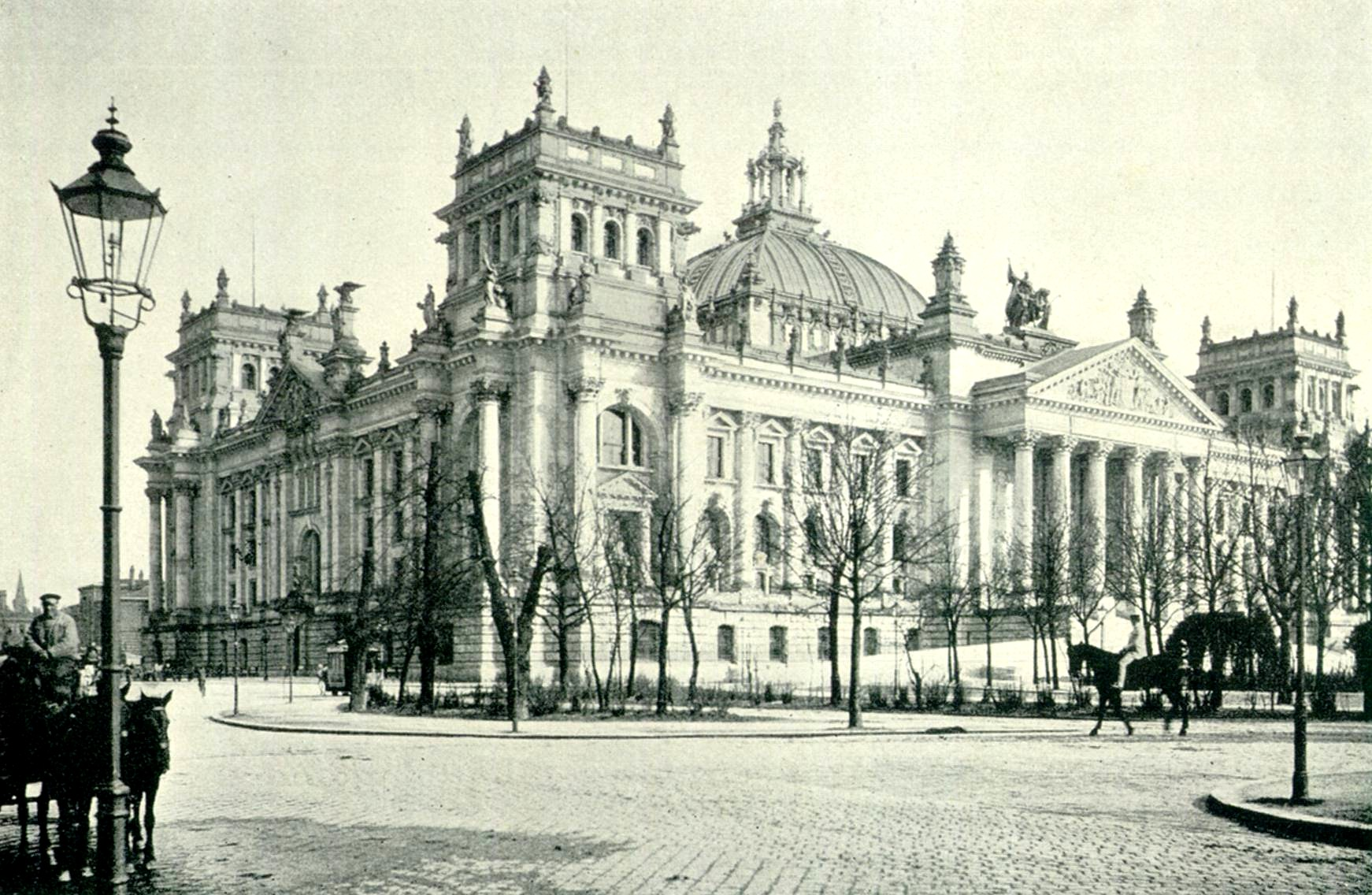
O Reichstag antes da guerra com o domo original em 1895.

O edifício original do Reichstag foi proposto devido à necessidade de um edifício parlamentar maior. A construção não começou imediatamente devido a debates entre os membros entre Otto von Bismarck e o Reichstag. Em 1894, após um concurso de arquitetura, o vencedor, o arquiteto de Frankfurt Paul Wallot, foi escolhido para projetar o edifício, que apresentava uma cúpula muito grande.
Em 27 de fevereiro de 1933, a cúpula foi destruída junto com o resto do prédio no incêndio do Reichstag, um ato atribuído aos comunistas, apesar de haver poucas evidências para determinar quem realmente iniciou o incêndio. Os restos do edifício e da cúpula foram demolidos com os bombardeios de Berlim durante a Segunda Guerra Mundial e a eventual queda de Berlim para os soviéticos em 1945. Enquanto o prédio do Reichstag foi parcialmente reconstruído nos anos 60 como um centro de conferências, a cúpula não estava. Grande parte da cúpula e os ornamentos que a decoravam haviam sido removidos naquela época.